# Орест Кіндрачук
Орест Майкл Кіндрачук (англ. Orest Michael Kindrachuk; 14 вересня 1950, Нантон, Альберта) — канадський хокеїст.
Його батьки були українськими іммігрантами з Городенки і його рідною мовою була українська. Названий на честь дядька.
Орест Кіндрачук після успішної хокейної кар'єри знайшов себе в страховому бізнесі та пакувальній промисловості в районі Філадельфії. Він і його дружина, Лінн (Lynn Kindrachuk), проживають на півдні Нью-Джерсі. У них двоє синів, Зак (Zak Kindrachuk) і Джейк (Jake Kindrachuk).
Знявся у документальній стрічці «Юкі», яка вийшла в прокат 2020 року.

## Нагороди та досягнення
- Володар Кубку Стенлі в складі «Філадельфія Флайєрс» — 1974, 1975.